# Hamburger Hochbahn
Hamburger Hochbahn AG (HHA; lett.«ferrovia sopraelevata di Amburgo SpA») è una società pubblica tedesca che gestisce la metropolitana di Amburgo e buona parte della rete autobus della città tedesca.

## Storia

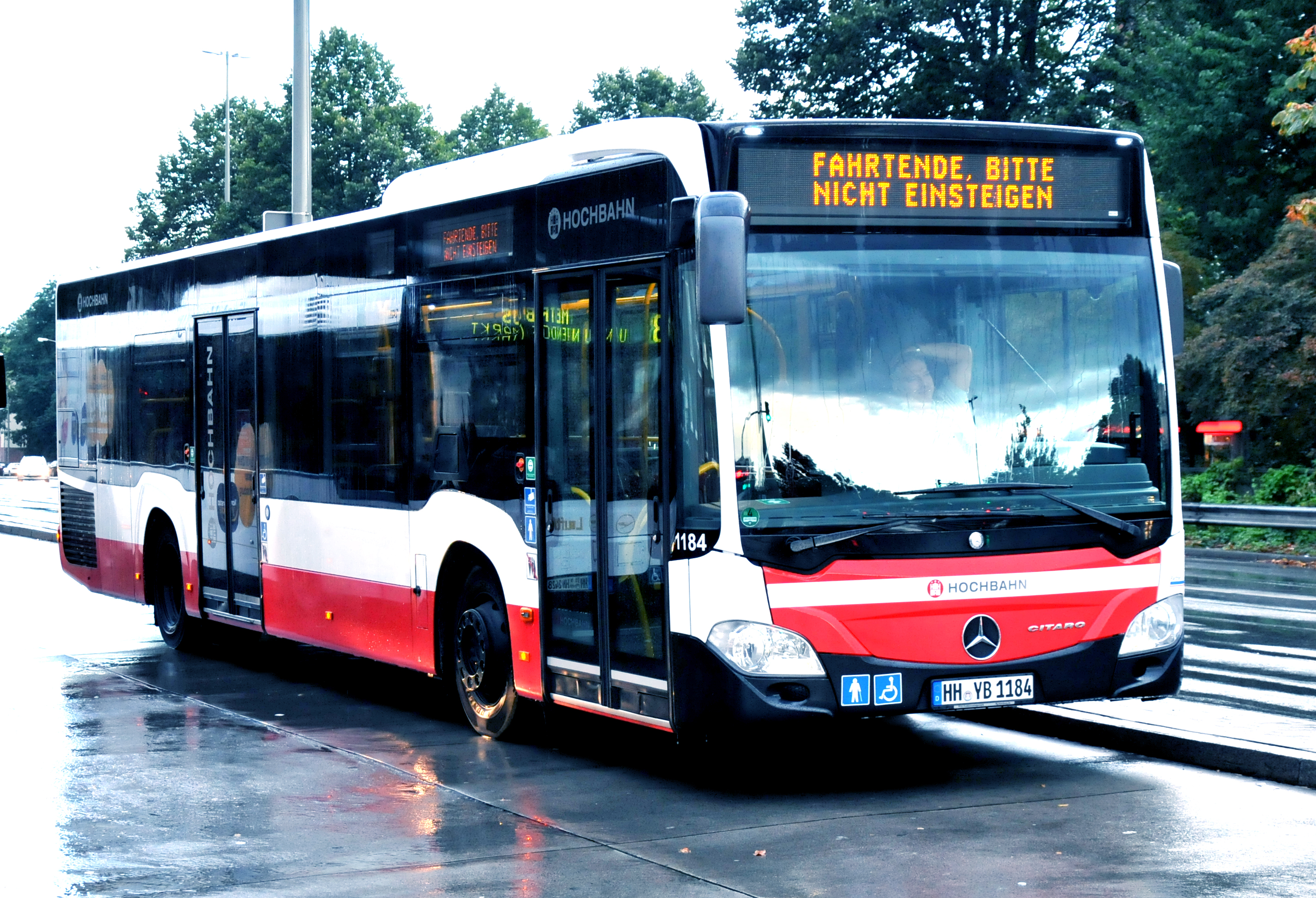
Mercedes-Benz Citaro di HHA

L'Hamburger Hochbahn fu fondata come consorzio da Siemens & Halske ed AEG il 27 maggio 1911, con presidente del consiglio di amministrazione l'imprenditore Albert Ballin.
Nel 1920 l'azienda iniziò a gestire la rete tranviaria di Amburgo, acquisita l'anno precedente tramite l'acquisto della società Straßen Eisenbahn Gesellschaft (SEG). Inoltre a partire dall'anno successivo iniziò a gestire la rete autobus della città tedesca.